# Scorpaena gasta
Scorpaena gasta és una espècie de peix pertanyent a la família dels escorpènids.

## Descripció
- El mascle fa 8,4 cm de llargària màxima i la femella 7,37.[3]

## Hàbitat
És un peix marí, demersal i de clima tropical que viu entre 3-17 m de fondària.

## Distribució geogràfica
Es troba a l'Índic oriental: Austràlia Occidental.

## Observacions
És inofensiu per als humans.